# Campo di concentramento di Leopoli

Pianta del campo di Leopoli

Il campo di concentramento di Leopoli è situato a Leopoli, in Ucraina. Il campo era noto anche con il nome di campo di concentramento di Janowska, dalla vicina via Janowska nella periferia di Lwów, fu costruito nel settembre 1941 dai nazisti ed era un campo di concentramento che combinava le caratteristiche dei campi di lavoro, di transito e di sterminio..
Il campo fu liquidato nel novembre 1943, con le prove dell'omicidio di massa in gran parte distrutte nel programma nazista di Sonderaktion 1005. Le stime indicano che il numero totale di prigionieri che sono passati attraverso il campo di Janowska varia tra 100.000 e 120.000 persone, per lo più ebrei polacchi e sovietici. Il numero delle vittime uccise nel campo è stimato tra 35.000 e 40.000 persone.

## Il contesto storico
Lwów era una città multiculturale appena prima della seconda guerra mondiale, con una popolazione di 312.231 abitanti. I 157.490 polacchi etnici della città costituivano poco più del 50%, con gli ebrei al 32% (99.595) e gli ucraini al 16% (49.747). Il 28 settembre 1939, dopo l'invasione congiunta sovietico-tedesca, l'URSS e la Germania nazista firmarono il Trattato di frontiera tedesco-sovietico, che assegnò circa 200.000 kmq di territorio polacco, abitato da 13,5 milioni di persone in tutto, all'Unione Sovietica. Leopoli fu quindi annessa all'Unione Sovietica come parte della SSR ucraina.
Al momento dell'attacco tedesco all'Unione Sovietica nel giugno 1941, nella città vivevano circa 160.000 ebrei; il numero era aumentato di decine di migliaia a causa dell'arrivo dei rifugiati ebrei dalla Polonia occupata dai tedeschi alla fine del 1939. Leopoli fu occupata dalla Wehrmacht il 30 giugno 1941. Gli ebrei furono costretti dai tedeschi a rimuovere i corpi delle vittime dei massacri di prigionieri del NKVD, per i quali la propaganda nazista ed i nazionalisti ucraini hanno accusato gli ebrei. Nei successivi pogrom di luglio e nelle concomitanti uccisioni delle Einsatzgruppen, furono assassinati migliaia di ebrei.

## Il ghetto di Leopoli
All'inizio del novembre 1941, i nazisti chiusero le porzioni settentrionali della città, formando così il ghetto di Lwów. Durante il trasferimento forzato delle famiglie ebree nel ghetto appena creato, la polizia tedesca ha sparato e ucciso migliaia di ebrei anziani e malati mentre attraversavano il ponte ferroviario su via Pełtewna, divenuto tristemente noto come il ponte della morte per gli ebrei. Diversi mesi dopo, nel marzo 1942, la polizia nazista di Fritz Katzmann iniziò a deportare gli ebrei dal ghetto al campo di sterminio di Belzec. Nell'agosto 1942, più di 65.000 ebrei di Lwów erano stati mandati via a bordo dei treni dell'Olocausto e uccisi. All'inizio di giugno 1943, i tedeschi distrussero e liquidarono il ghetto.

## Il campo di lavoro e di transito
Nel settembre 1941, oltre al ghetto di Leopoli, le autorità di occupazione costruirono una fabbrica di armamenti, la DAW (Deutsche Ausrüstungswerke), nella Steinhaus Milling Machines Merchants (Maszyny młyńskie - Sprzedaż) in via Janowska 134 (indirizzo Grodecka 10a), nella periferia nord-occidentale di Lwów. Questa fabbrica entrò a far parte di una rete di fabbriche di proprietà e gestite dalle SS. Il comandante del campo era l'SS-Haupsturmführer Fritz Gebauer. Gli ebrei che lavoravano in questa fabbrica venivano usati come schiavi, lavorando principalmente nella falegnameria e nella lavorazione dei metalli.
Nell'ottobre 1941, i nazisti stabilirono un campo di concentramento vicino alla fabbrica, che ospitava i lavoratori forzati insieme ad altri prigionieri. Migliaia di ebrei del ghetto furono costretti a lavorare come schiavi in questo complesso. Quando il ghetto fu liquidato dai nazisti, gli abitanti del ghetto che erano idonei al lavoro furono mandati al campo Janowska; gli altri furono deportati a Belzec per essere sterminati. Il campo di concentramento era sorvegliato da un battaglione SS-Sonderdienst delle guardie Hiwi addestrate dalle SS conosciute come uomini Trawniki, provenienti dai prigionieri di guerra sovietici.
Oltre ad essere un campo di lavoro forzato per gli ebrei, Janowska era un campo di transito (Durchgangslager Janowska) durante le deportazioni di massa degli ebrei polacchi nei centri di sterminio nel 1942 da tutta la Polonia sud-orientale occupata dai tedeschi. Gli ebrei sono stati sottoposti a un processo di selezione nel campo di Janowska simile a quello utilizzato nei campi di sterminio di Auschwitz-Birkenau e Majdanek: i classificati come idonei al lavoro sono rimasti a Janowska per i lavori forzati; la maggior parte, respinta in quanto inabile al lavoro, fu deportata a Belzec e uccisa, oppure fu fucilata al burrone di Piaski, situato appena a nord del campo. Nell'estate e nell'autunno del 1942, migliaia di ebrei (principalmente dal ghetto di Lwów) furono deportati a Janowska e uccisi nella gola di Piaski.
Di tanto in tanto, i nazisti permettevano a piccoli gruppi di ebrei di andare in città per assenze di un giorno. Avrebbero usato questa libertà temporanea per dissotterrare la Torah nascosta nel cimitero ebraico di Lwów, tagliarla in pezzi che hanno nascosto sotto i loro vestiti e poi introdotti di nascosto nel campo. Dopo la guerra i sopravvissuti assemblarono i vari pezzi in un unico rotolo, la Yanov Torah. È conservata in California.

## La liquidazione

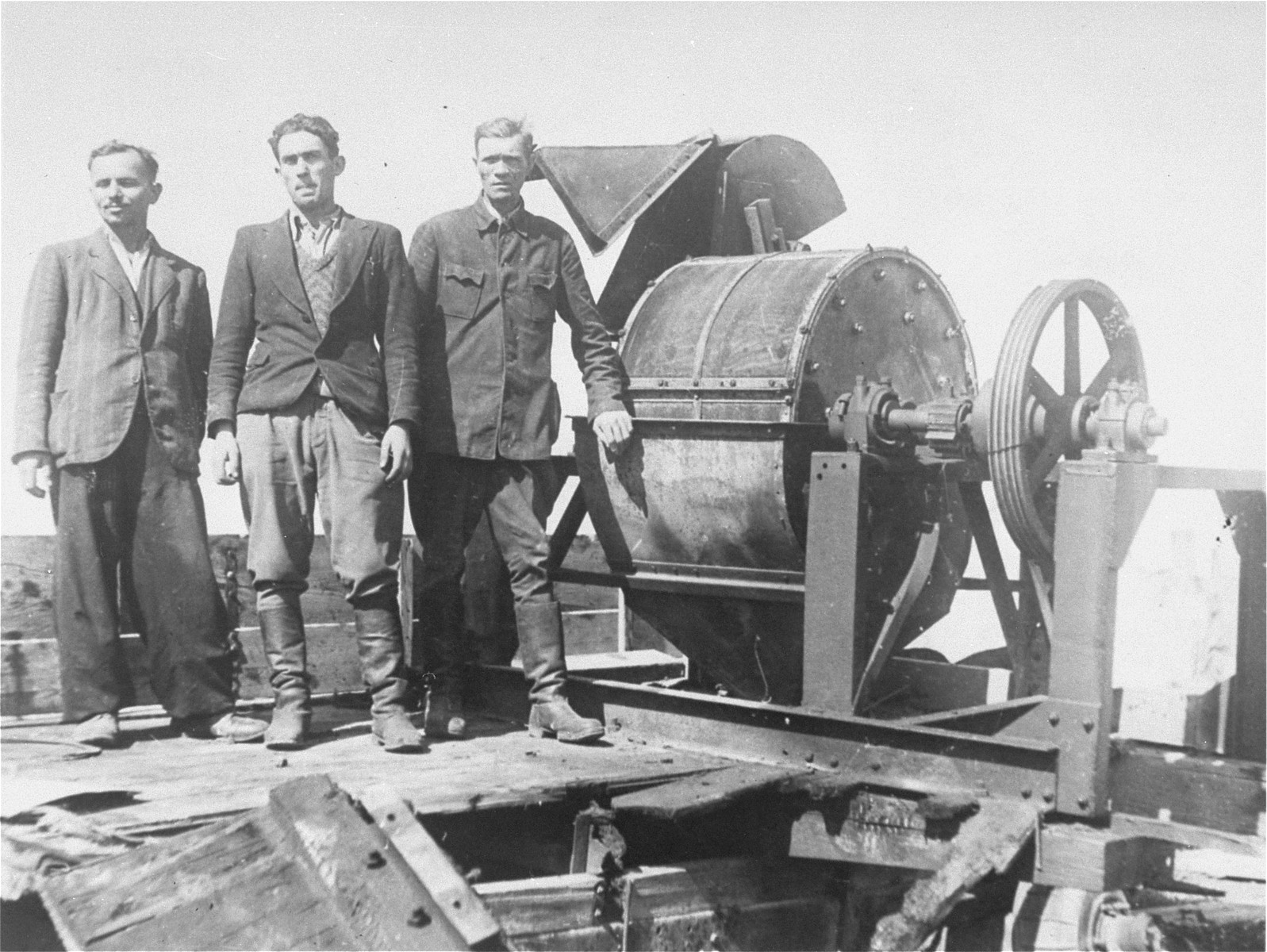
I sopravvissuti dell'unità Sonderkommando 1005 del campo ritratti accanto a una macchina per frantumare le ossa

Prima dell'avanzata sovietica, nel novembre 1943 il nuovo comandante del campo SS-Hauptsturmführer, Friedrich Warzok, fu incaricato dell'evacuazione dei detenuti da Janowska a Przemyśl. I tedeschi tentarono di distruggere le tracce dello sterminio di massa durante la Sonderaktion 1005. I prigionieri sono stati costretti ad aprire le fosse comuni nella foresta di Lesienicki e a bruciarne i corpi. Il 19 novembre 1943, i detenuti del Sonderkommando organizzarono una rivolta contro i nazisti e tentarono una fuga di massa. Alcuni riuscirono a fuggire, ma la maggior parte fu catturata e uccisa. Al momento della liquidazione del campo, le SS ed i loro ausiliari locali, uccisero almeno 6.000 ebrei sopravvissuti alla rivolta di Janowska, nonché gli ebrei negli altri campi di lavoro forzato in Galizia.
La Commissione di Stato straordinaria sovietica ha stabilito che oltre 200.000 persone sono state uccise a Janowska nel corso delle operazioni nel campo. Le ceneri mescolate con le ossa frantumate furono seppellite in vari luoghi. Leon Weliczker Wells disse alla Commissione che tra il 6 giugno e il 20 novembre 1943, la sua "squadra ha bruciato più di 310.000 corpi", di cui 170.000 nelle immediate vicinanze del campo e altri 140.000 o più nell'area di Lysynychi. di Lwów orientale. Weliczker ripeté l'affermazione di "poche centinaia di migliaia" al processo di Adolf Eichmann nel 1961. Weliczker ha anche descritto il suo lavoro come parte della Sonderaktion 1005 nel suo libro di memorie Death Brigade (The Janowska road) (1978).
Le strutture rimanenti a Janowska, furono usate dai sovietici come campo di prigionia dopo la sua liberazione.

## Tango della morte
Nel campo di concentramento di Janowska i nazisti perpetrarono torture e stermini accompagnati dalla musica. Secondo la tradizione i membri dell'orchestra, prigionieri del lager, dovevano suonare un Tango della morte composto appositamente. Il brano non è mai stato identificato con certezza. Alcune testimonianze emerse a distanza di anni hanno indicato il tango argentino Plegaria (1964) o quello polacco To ostatnia niedziela (1982 e 1994); un terzo memoriale (2003) ha invece ricostruito una melodia del tutto sconosciuta. Si sostiene anche che non fosse eseguito un brano specifico, ma che il nome di Todestango indicasse qualunque musica eseguita in tali occasioni. Nella narrazione tradizionale gli orchestrali furono poi uccisi uno alla volta, mentre eseguivano il tango, all'atto dello smantellamento del lager; più probabilmente furono fucilati tutti insieme all'esterno di esso.

## Persone legate al campo
- Maurycy Allerhand, avvocato
- Adolf Beck, fisiologo
- Enrico Ciantelli, militare italiano internato, avvocato
- Janina Hescheles (allora Altman), chimica e scrittrice polacco-israeliana
- Rabbino Yisrael Spira, Gran Rabbino di Bluzev (Błażowa)
- Emanuel Szlechter, sceneggiatore e paroliere
- William Ungar, fondatore della National Envelope Corporation
- Debora Vogel, filosofa e poetessa
- Simon Wiesenthal, poi cacciatore di nazisti